# Tongji Daxue
Tongji Daxue (chiń. 同济大学站) – stacja początkowa metra w Szanghaju, na linii 10. Zlokalizowana jest pomiędzy stacjami Guoquan Lu i Siping Lu. Została otwarta 10 kwietnia 2010.